# Peter Ashdown
Peter Hawthorn Ashdown (ur. 16 października 1934 w Danbury) - były kierowca wyścigowy. Wziął udział w jednym wyścigu Formuły 1 w bolidzie Cooper i zajął dwunaste miejsce.
Przed występem w F1, był jednym z liderów brytyjskiej Formuły Junior, ale w 1958 roku miał wypadek na torze Rouen-Les-Essarts, w którym złamał obojczyk, co znacznie utrudniło jego karierę. Występował także w Formule 2 i wyścigu 24h Le Mans. Odszedł na emeryturę w 1962.